# Union des jeunes filles de France
L'Union des jeunes filles de France (UJFF) est une organisation politique liée à la Fédération des jeunesses communistes de France. Créée en 1936 par Danielle Casanova, elle est dissoute en 1974.

## Histoire
L'Union des jeunes filles de France est fondée le 26 décembre 1936 en présence de 600 déléguées. Danielle Casanova en est sa première présidente, élue lors du 1er congrès. Elle a à ses côtés de jeunes militantes, telles Claudine Chomat, Jeannette Vermeersch et Marie-Claude Vaillant-Couturier,.
La création de l'UJFF répond au ressentiment de jeunes militantes communistes, qui disposaient de peu de responsabilités au sein du Mouvement jeunes communistes de France, alors mixte.
Danielle Casanova et les autres fondatrices de l'organisation mettent l'accent sur des problématiques liées à l'égalité entre les sexes dans tous les domaines : travail (faisant notamment référence aux difficultés rencontrées par Marie Curie dans sa carrière), instruction, loisirs, sports ou encore vacances. Le rapport fondateur insiste sur la double discrimination des jeunes filles issues de milieu populaire — en raison de leur sexe et de leur origine sociale. L'UJFF propose ainsi qu'une politique de santé publique de lutte contre les taudis soit mise en place, notant que 47 % des familles ouvrières de Paris sont mal logées et que les nouveaux logements sociaux situés sur le pourtour de la capitale sont trop chers. L'UJFF a pour objectif initial de compter 10 000 adhérentes.
Le mouvement est structuré localement en « foyers », qui organisent des cours, des sorties culturelles ou encore des clubs de lecture. Un journal est publié, Filles de France. L'influence du Front populaire et de sa réforme des congés payés se fait sentir, par exemple quand le foyer d'Ivry-sur-Seine choisit pour nom : « La vie est à nous ».
L'UJFF milite pour soutenir les Républicains lors de la guerre civile espagnole, participant à des manifestations de soutien, collectant du lait et de la nourriture ou en accueillant des enfants réfugiés d'Espagne. En 1938, elle revendique 19 000 adhérentes, comprenant des jeunes filles issues de milieux politiques divers, certaines adhérentes étant chrétiennes. Elle se présente comme une organisation destinée à toute la jeunesse, faisant écho aux débats agitant le mouvement communiste entre le souhait d'être à la fois une avant-garde et une organisation de masse.
En 1939, après l'annonce du Pacte germano-soviétique, le PCF est dissout et ses organisations annexes également. Dès l'opération Barbarossa en 1941, des militantes participent à la Résistance. En 1943, l'UJFF rejoint dans la clandestinité les Forces unies de la jeunesse patriotique.
En 1945 l'Union des jeunes filles de France est reconstituée. Son animatrice en est Madeleine Vincent à son retour de déportation. Elle fait partie de l'Union de la jeunesse républicaine de France, puis à partir de 1956 du Mouvement de la jeunesse communiste. Jacqueline Chonavel, Hélène Luc, Janine Jambu, futures parlementaires, en sont, entre autres, des dirigeantes dans les années 1950-1960. En 1974, l'organisation se dissout dans le mouvement de la jeunesse communiste, qui redevient une organisation mixte « garçons-filles ».

## Militantes célèbres
- Sylviane Ainardi
- Rose Blanc
- Georgette Cadras
- Paulette Capliez
- Danielle Casanova
- Claudine Chomat
- Josette Cothias
- Charlotte Delbo
- Martha Desrumaux
- Juliette Dubois
- Mounette Dutilleul
- Élise Fraysse
- Juliette Fajon
- Francine Fromond
- Gisèle Joannès
- Lise Ricol
- Hélène Méléchovitz
- Marie-Claude Vaillant-Couturier
- Jeannette Vermeersch
- Madeleine Vincent
- Jeanne Vanderschooten
- Claire Brard

## Dans la culture populaire
Le roman inachevé Les Communistes de Louis Aragon, qui évoque la période allant de février 1939 à mars 1940, leur rend hommage.

### Sources
- Pierre Durand, Danielle Casanova l'indomptable, Paris, éditions Messidor, 1990, 222 pages,  (ISBN 2-209-06426-0).
- Jacques Varin, Jeunes comme JC. Sur la Jeunesse communiste, Tome 1 1920/1939, Paris, éditions sociales, 1975, 272 pages,  (ISBN 2-209-05160-6).
- William Guéraiche, Les femmes et la République, éditions de l'Atelier, Paris, 1999, 304 pages (préface de Françoise Gaspard),  (ISBN 2-7082-3468-4).